# Verbandsgemeinde Meisenheim
La comunità amministrativa di Meisenheim (Verbandsgemeinde Meisenheim) era una comunità amministrativa della Renania-Palatinato, in Germania.
Faceva parte del circondario di Bad Kreuznach.
A partire dal 1º gennaio 2020 è stata unita alla comunità amministrativa di Verbandsgemeinde Bad Sobernheim per costituire la nuova comunità amministrativa Nahe-Glan.

## Suddivisione
Comprendeva 15 comuni:
1. Abtweiler
2. Becherbach
3. Breitenheim
4. Callbach
5. Desloch
6. Hundsbach
7. Jeckenbach
8. Lettweiler
9. Löllbach
10. Meisenheim (città)
11. Raumbach
12. Rehborn
13. Reiffelbach
14. Schmittweiler
15. Schweinschied

Il capoluogo era Meisenheim.